# Hemerodromia fibrina
Hemerodromia fibrina is een vliegensoort uit de familie van de dansvliegen (Empididae). De wetenschappelijke naam van de soort is voor het eerst geldig gepubliceerd in 1985 door Landry and Harper.